# Simon Townshend
Simon Townshend, född 10 oktober 1960, är en brittisk gitarrist, sångare och låtskrivare. Han är yngre bror till The Who's Pete Townshend.

## Diskografi
Studioalbum
- Sweet Sound (1983)
- Moving Target (1985)
- Among US  (1996)
- Animal Soup (1999)
- Venustraphobia (som Casbah Club) (2006)
- Looking Out Looking In (2012)
- Denial (2014)

Livealbum
- Bare Bodies Bare Assets (2000)
- Animal Soup Live at the Astoria (2005)

EPs
- Ages (2000)
- Something New (2011)

Singlar
- "When I'm a Man" (1974)
- "Janie" (1975)
- "Turn It On" (1976)
- "Ready for Action" (1980)
- "Another Planet" (1980)
- "I'm the Answer" (1983)
- "So Real" (1983)
- "Barriers" (1985)
- "Meet You" (1985)
- "Broken Heart" (1987)
- "Walking in Wonderland" (1988)
- "Bare Essence" (2013)